# Alpine A524
L'Alpine A524 è una monoposto di Formula 1, costruita dalla scuderia francese Alpine per gareggiare nel campionato mondiale di Formula 1 2024.
La vettura è stata presentata il 7 febbraio 2024 insieme alla LMDh A424, che parteciperà al campionato del mondo endurance 2024.

## Livrea
La livrea della A524 presenta delle differenze rispetto alla A523. L'esposizione del carbonio è molto più accesa, quindi la livrea è prevalentemente nera. Come conseguenza si ha una diminuzione dell'area verniciata di un blu molto chiaro, quasi azzurro, ai lati del cofano motore e lungo il telaio anteriore della macchina, e di rosa nella zona delle pance. Nella parte posteriore della vettura lungo il vassoio attorno al tubo di scarico si passa dall'azzurro al rosa.

## Carriera agonistica

### Stagione
Per il 2024 la line-up dei piloti resta invariata, venendo confermati sia Pierre Gasly che Esteban Ocon.
L'inizio del campionato vede l'Alpine in seria difficoltà tecnica e soggetta ad un vistoso calo di competitività rispetto alle stagioni precedenti, tanto che nella gara d'apertura in Bahrein gli alfieri francesi Ocon e Gasly tagliano il traguardo rispettivamente 17° e 18°.
Gli appuntamenti successivi confermano il team come una delle ultime forze in campionato, tanto che per vedere i primi punti si dovrà attendere il 10º posto di Ocon al Gran Premio di Miami, risultato replicato da Gasly due gare dopo a Montecarlo. Da qui il team transalpino ritrova una leggera competitività anche grazie al ritorno nei ranghi di Flavio Briatore, ottenendo un doppio arrivo a punti sia in Canada che in Spagna e, grazie anche ai punti ottenuti in Austria, in Belgio ed in Olanda il team riesce a superare la Sauber raggiungendo il nono posto nella classifica costruttori.
Il vero exploit della stagione si verifica in Brasile; qui Ocon si qualifica quarto (sfruttando le condizioni da bagnato sulle quali versava la pista) e comanda la gara per alcuni giri, per poi chiudere secondo, mentre Gasly arriva terzo. Per la prima volta dopo 18 anni, due piloti del team di Enstone si piazzano entrambi a podio (l'ultima volta fu in Giappone nel 2006, quando il team si chiamava ancora Renault); questa prestazione porta inoltre il team a compiere un balzo nella classifica costruttori, raggiungendo il sesto posto. Dopo una prova incolore a Las Vegas, dove Ocon arriva diciassettesimo e Gasly si ritira (con conseguente contro-sorpasso della Haas in classifica), in Qatar Gasly sfodera un'altra buona prestazione giungendo quinto, riportando il team transalpino al sesto posto nei costruttori; Ocon invece, già certo del suo addio al team e autore di prestazioni poco convincenti, viene appiedato, venendo sostituito per la gara di Abu Dhabi da Jack Doohan. Nell'ultimo appuntamento il team francese riesce a mantenere il sesto posto nei costruttori grazie al settimo posto di Gasly, mentre Doohan alla prima gara in carriera in F1 chiude quindicesimo.

## Piloti
| Piloti ufficiali     | Piloti ufficiali | Piloti ufficiali |
| Nazione              | Nome             | Numero           |
| -------------------- | ---------------- | ---------------- |
| Francia (bandiera)   | Esteban Ocon     | 31               |
| Australia (bandiera) | Jack Doohan      | 61               |
| Francia (bandiera)   | Pierre Gasly     | 10               |
| Pilota di riserva    |                  |                  |
| Nazione              | Nome             | Numero           |
| Australia (bandiera) | Jack Doohan      | 61               |

## Risultati in Formula 1
| Anno | Team   | Motore  | Gomme | Piloti |    |     |    |    |    |    |    |     |    |    |    |    |     |    |    |    |    |    |    |    |    |     |     |    | Punti | Pos. |
| ---- | ------ | ------- | ----- | ------ | -- | --- | -- | -- | -- | -- | -- | --- | -- | -- | -- | -- | --- | -- | -- | -- | -- | -- | -- | -- | -- | --- | --- | -- | ----- | ---- |
| 2024 | Alpine | Renault | P     | Ocon   | 17 | 13  | 16 | 15 | 11 | 10 | 14 | Rit | 10 | 10 | 12 | 16 | 18  | 9  | 15 | 14 | 15 | 13 | 18 | 13 | 2  | 17  | Rit |    | 65    | 6º   |
| 2024 | Alpine | Renault | P     | Doohan |    |     |    |    |    |    |    |     |    |    |    |    |     |    |    |    |    |    |    |    |    |     |     | 15 | 65    | 6º   |
| 2024 | Alpine | Renault | P     | Gasly  | 18 | Rit | 13 | 16 | 13 | 12 | 16 | 10  | 9  | 9  | 10 | NP | Rit | 13 | 9  | 15 | 12 | 17 | 12 | 10 | 37 | Rit | 5   | 7  | 65    | 6º   |

| Legenda | 1º posto     | 2º posto | 3º posto    | A punti         | Senza punti/Non class.  | Grassetto – Pole position Corsivo – Giro più veloce Apice – Risultato Sprint (A punti) |
| Legenda | Squalificato | Ritirato | Non partito | Non qualificato | Solo prove/Terzo pilota | Grassetto – Pole position Corsivo – Giro più veloce Apice – Risultato Sprint (A punti) |